# Brachyelytrum
Brachyelytrum is een geslacht uit de grassenfamilie (Poaceae). De soorten van dit geslacht komen voor in delen van oostelijk Noord-Amerika en Oost-Azië.

## Soorten
Van het geslacht zijn de volgende soorten bekend:
- Brachyelytrum aristosum
- Brachyelytrum erectum
- Brachyelytrum japonicum

Voorheen vielen ook de volgende soorten onder dit geslacht:
- Brachyelytrum africanum
- Brachyelytrum aristatum
- Brachyelytrum pringlei
- Brachyelytrum procumbens
- Brachyelytrum septentrionale
- Brachyelytrum silvaticum